# SN 1955L
SN 1955L – supernowa odkryta 23 marca 1955 roku w galaktyce M+05-26-47. W momencie odkrycia miała maksymalną jasność 16,50m.